# Instrumento Composto Pessoal
Instrumento Composto Pessoal  (Personal Composite Instrument, PCI)  é uma classe de instrumentos financeiros sintéticos, que se forma através da expressão da carteira de investimentos de base nas unidades da carteira cotada. Em forma matemática, o valor da taxa de PCI é expresso através da fracção seguinte:
{\displaystyle PCI={\frac {\sum _{i=1}^{M}N_{i}\cdot P_{B}^{i}}{\sum _{j=1}^{N}N_{j}\cdot P_{Q}^{j}}}={\frac {B(USD)}{Q(USD)}}}
Aqui, B(USD) и Q(USD) apresentam o valor de carteiras de base e cotadas, denominado em dólar norte-americano. Ni é o número de unidades de ativo i da carteira de base,  enquanto  PiB é o seu preço atual. Assim, Nj  é o número de unidades de ativo j da carteira cotada, enquanro o PjB  é o seu preço atual. No caso mais simples, um ativo único, por exemplo Google-Apple, corresponde ao numerador e denominador.
Então, com o volume unitário da parte de base e a parte cotada, a taxa atual de instrumento composto Google/Apple forma-se como a relação entre o preço de uma ação de Google e uma ação de Apple.
A criação de instrumentos compostos, ou seja a definição da fórmula de PCI, requer a definição imediata da composição da parte activa (de base) e passiva (cotada). É necessário especificar a quantidade de cada ativo em termos relativos ou absolutos.
Operações comerciais com o instrumento composto são realizados da maneira semelhante:
Compra
1. Determinação do volume dos fundos V0(USD) do investidor, gastos na transação de compra de instrumento composto- ou seja, o volume de PCI;
2. Aquisição de NB  unidades de carteira de base, dado que  {\displaystyle {V}_{0}={N}_{B}{P}_{B}(USD).} Aqui PB (USD) é o preço de unidade da carteira de base, denominada em dólares norte-americanos;
3. A venda de NQ  unidades de CFDda carteira cotada, dado que {\displaystyle {V}_{0}={N}_{Q}{P}_{Q}(USD).}  Aqui PQ (USD) é o preço de unidade da carteira cotada, denominada em dólares norte-americanos.
Venda:
1. Determinação do volume dos fundos V0(USD) do investidor, gastos na transação de venda de instrumento composto- ou seja, o volume de PCI;
2. Aquisição de NQ  unidades de carteira de base, dado que {\displaystyle {V}_{0}={N}_{Q}{P}_{Q}(USD).}  Aqui PQ (USD) é o preço de unidade da carteira de base, denominada em dólares norte-americanos;
3. A venda de NB  unidades de CFD da carteira cotada, dado que {\displaystyle {V}_{0}={N}_{B}{P}_{B}(USD)}.  Aqui PB (USD) é o preço de unidade da carteira cotada, denominada em dólares norte-americanos.
Deve-se notar que, após a abertura da posição, as cotações históricas correspondem ao custo real do instrumento composto até um numerador constante. Em facto, ao abrir uma posição, a normalização é realizada automaticamente, de acordo com a Condição 3: {\displaystyle PCI=1.}  Esta condição permite a alteração do volume da parte cotada, preservando ao mesmo tempo a parte de base do instrumento sintético. Escamação (ou Scaling) de preços é realizada na execução da operação, não afetará os resultados da análise técnica que pode ser realizada de acordo com as cotações históricas não-normalizadas.
Depois de abrir a posição,  rentabilidade de uma única transacção PCI, de acordo com a normalização, é expressa na base da seguinte relação:
{\displaystyle R(\%)=\left({\frac {{N}_{B}}{{N}_{Q}}}\right){\Delta PCI}\cdot 100\%={\frac {{N}_{B}{P}_{B}(USD)-{N}_{Q}{P}_{Q}(USD)}{{V}_{0}}}\cdot 100\%}
Aqui {\displaystyle \Delta PCI} indica um aumento do preço do instrumento composto, para o tempo de retenção da posição. Assim, após a abertura da posição, a rentabilidade não depende do preço inicial da carteira de base e cotada, mas se determina pela estrutura do instrumento composto e o valor actual das carteiras de base e cotadas.
O modelo de negociação dos instrumentos compostos totalmente corresponde ao modelo de operações com pares de moeda cruzadas, como, por exeplo, EUR/CHF e EUR/NZD. Cada operação de compra/venda do volume dado do instrumento composto correspondente à execução de duas operações opostas com os ativos de parte de base e cotada. Os custos adicionais do investidor, incluindo spread, swap, etc., são determinados pela soma dos custos para cada posição aberta. Acúmulo de dividendos é realizado no mesmo princípio.
Implementação programática e comércio dos instrumentos compostos é apresentada, por exemplo, dentro da plataforma comercial NetTradeX, com base no modelo teórico GeWorko: histórico de cotações, indicadores técnicos, a interface de abertura rápida de posição, etc.
O objectivo de elaboração dum instrumento composto pessoal, como qualquer instrumento sintético é a otimização das características de investimento, tais como rendimento/risco, volume analítico de informação. Por exemplo, a situação no mercado, quando a análise fundamental comparativa de duas empresas é menos controversa e requer menos recursos do que a estimativa de atracção de investimento de cada empresa separadamente, como, por exeplo, Google /Apple.
Com base no instrumento composto pode-se constituir uma carteira de investimentos. Para este fim, de acordo com o modelo GeWorko, a parte cotada é definida formalmente por um volume equivalente de dólares norte-americanos, e a parte de base é apresentada na fórmula da carteira:
{\displaystyle PCI={\frac {\sum _{i=1}^{M}N_{i}\cdot P_{B}^{i}(USD)}{N(USD)}}}
Todas as operações, realizadas com a carteira de instrumentos compostos, correspondem às operações padrão de compra/venda de carteira gerada.